# Euphydryas borealis
Euphydryas borealis är en fjärilsart som beskrevs av Ralph L. Chermock 1940. Euphydryas borealis ingår i släktet Euphydryas och familjen praktfjärilar. Inga underarter finns listade i Catalogue of Life.